# Иванов, Борис Иванович
Борис Иванович Иванов (25 февраля 1928, Ленинград — 5 февраля 2015, Санкт-Петербург) — советский российский журналист, писатель, деятель самиздата в СССР. Один из основателей Премии Андрея Белого.

## Биография
Пережил блокадную зиму 1941—1942 годов. Был эвакуирован летом 1942 г через Ладогу. Вернулся в Ленинград в 1945 г.
Закончил ремесленное училище. Работал токарем, буровым мастером в геологической партии.
После службы в армии закончил отделение журналистики ЛГУ. Работал в районной, заводской и вузовских газетах.
В 1965 году вышла дебютная книга рассказов «Дверь остаётся открытой».
В 1968 году за авторство коллективного письма с протестом против суда над А. Гинзбургом, Ю. Галансковым и другими правозащитниками исключён из КПСС и уволен с работы. Был матросом, оператором котельной, сторожем.
В июне 1976 года под редакцией Бориса Иванова (при участии поэта и правозащитника Юлии Вознесенской) вышел 1-й номер литературного самиздатского журнала «Часы» (выходил в Ленинграде в 1976—1990 гг.).
Один из основателей Премии Андрея Белого (учреждена в 1978 году редакцией ленинградского самиздатского литературного журнала «Часы»). В круг учредителей премии входили также Борис Останин, Аркадий Драгомощенко и др.
Постоянный член комитета литературной премии Андрея Белого. Лауреат премии Андрея Белого 1983 года.
Инициатор создания первого в СССР товарищества неофициальных литераторов — Клуба-81 (1981—1988).
Член Координационного совета Ленинградского народного фронта (1989-90 гг.). Помещение «Клуба−81» на ул. Петра Лаврова использовалось для еженедельных собраний Координационного совета Ленинградского народного фронта.
Позднее — организатор ряда конференций и семинаров, посвященных проблемам истории ленинградской неподцензурной литературы; составитель (совместно с В. Долининым) сборника «Самиздат» (1993), автор (совместно с Б. Рогинским) «Истории ленинградской неподцензурной литературы: 1950—1980 годы», автор проектов литературной энциклопедии «Самиздат Ленинграда» (2003) и трехтомной серии «Коллекция: Петербургская проза (ленинградский период), 1960—1980 годы» (2002, 2003).
Похоронен на Южном кладбище.

## Избранные произведения
- Иванов Б. И. Дверь остаётся открытой: Повесть и рассказы. — М.; Л.: Советский писатель, 1965. — 171 с.
- Самиздат Ленинграда. 1950-е — 1980-е. Литературная энциклопедия / Под общей редакцией Д. Северюхина; Авт.-сост.: В. Долинин, Б. Иванов, Б. Останин, Д. Северюхин. — М.: Новое литературное обозрение, 2003. — 624 с.
- Иванов Б. И. Жатва жертв: Сочинения. Т. 1. — М.: Новое литературное обозрение, 2009. — 272 с.
- Иванов Б. И. Невский зимой: Сочинения. Т. 2. — М.: Новое литературное обозрение, 2009. — 494 с.
- Иванов Б. И. История Клуба-81. — СПб.: Издательство Ивана Лимбаха, 2015. — 496 с.